# 贫下中农协会
贫下中农协会，简称贫协，是1960至1980年代存在于中华人民共和国的农民组织。

## 歷史
1959年庐山会议后，在中共中央的指示下，中国各地农村开展了“整风整社”运动。河南信阳地区较早出现了由贫农、下中农组成的社员代表会。1960年，中共中央肯定了河南信阳地区的经验，要求各地在问题严重的社队，“组成贫农下中农委员会, 在党的领导下主持整风整社，并且临时代行社队管理委员会的职权”。而山西、河北等地也出现了贫下中农委员会组织。
1964年5月召开的中央工作会议，制定了《中华人民共和国贫农下中农协会组织条例（草案）》，同年6月印发全国。条例就这个组织的任务、会员、组织机构、领导成员，以及它同党的农村基层组织的关系，同社队组织的关系和经常工作等作了规定。条例指出，贫下中农协会的基本任务之一，是“同资本主义势力和封建势力进行坚决的斗争, 防止被推翻的剥削阶级复辟”；条例规定，只有出身贫农、下中农的农民才有资格加入贫协；关于协会的组织机构，条例规定“贫农下中农协会的全国领导机关，是中华全国贫农下中农协会。”“贫农下中农协会的最高权力机关，是全国贫农下中农代表大会。全国贫农下中农代表大会选出中华全国贫农下中农协会委员会，作为常设机关。”条例规定在省、直辖市、自治区和县成立“贫农下中农协会”作为地方组织，在人民公社、生产大队、生产队成立贫农下中农协会的基层组织。
随着条例的公布，1965年春起，许多省、市、自治区先后召开了“贫下中农代表大会”，成立“贫下中农协会”或“贫协筹委会”，并由党政主要领导兼任同级贫协主任。而其他的群团组织（如工、青、妇、科、侨等群团组织）并没有当地的党政正职干部兼任组织的负责人。有评论认为这体现了中共对贫协的重视程度。
“文化大革命”爆发后，由于党政正职干部多被作为“走资本主义道路的当权派”受到冲击和批斗，一些地方的贫协组织在事实上受到了冲击，其活动基本停止。1973年，中共中央重新发表了毛泽东关于“依靠贫农、下中农是党要长期坚持的阶级路线”的指示后，各级贫协组织开始相继恢复。至中共十一届三中全会前, 贫协组织已遍及全国农村，但“中华全国贫农下中农协会”始终没有成立。
中共十一届三中全会后，各地渐渐撤销了贫协组织，湖南省则将该省的贫协改组为农会。1986年，湖南撤销了各级农会机构。至此，全国各级贫下中农协会宣告终结。